# Бэллис (казино)
Казино Бэллис Атлантик-Сити (англ. Bally's Atlantic City) — развлекательный комплекс в Атлантик-Сити, штат Нью-Джерси, США. Владельцем комплекса является Харрас Энтертейнмент (англ. Harrah's Entertainment). В комплексе размещены гостиницы, рестораны, арены для спортивных состязаний. До 2000 года развлекательный комплекс назывался Бэллис парк-плэйс (англ. Bally's Park Place).
В комплексе регулярно устраиваются спортивные соревнования, в частности проводились боксёрские бои Олега Маскаева, Николая Валуева, Владимира Кличко и др.
Два казино в Бэллис занимают около 20 000 м², в них находятся более 5000 игровых автоматов, и настольных игр. По законам Нью-Джерси людям до 21 года запрещено играть. Они могут лишь проходить через казино и только в сопровождении взрослых не останавливаясь даже на просмотр игр.